# Released
Relased to album irlandzkiego boysbandu Westlife. Składanka została wydana 31 marca 2005 tylko w Południowej Afryce. Album zawiera zremiksowane wersje piosenek zespołu z poprzednich płyt. Dwie piosenki I Lay My Love on You i When You're Looking Like That zostały nagrane po hiszpańsku.

## Spis utworów
- When You're Looking Like That (2000 Remix)
- Don't Calm The Storm
- I Won't Let You Down
- Tonight (Metro Mix)
- Angel (Remix)
- Close You Eyes
- Where We Belong
- Until The End Of Time
- Bop Bop Baby (Almighty Mix)
- Mandy (Club Mix)
- Uptown Girl (Extended Version)
- Greased Lightning
- Nothing Is Impossible
- Lost In You
- You See Friends (I See Lovers)
- Westlife Megamix
- En Ti Deje Mi Amor (I Lay My Love on You)
- Con Lo Bien Que Te Ves (When You're Looking Like That)